# 慶嬪金氏
慶嬪 金氏（けいひん きんし、キョンビン キムシ、경빈 김씨、1832年旧暦8月27日 - 1907年旧暦4月21日（陽暦6月1日））は、李氏朝鮮の第24代国王憲宗の後宮。本貫は光山金氏。

## 生涯
1832年8月27日に悠然堂で誕生した。1847年に純元王后が憲宗にいまだに後継ぎがない事を憂い、そのため正式に後宮に選ばれ10月20日に慶嬪に冊封され、君号を順和とした。
憲宗は昌徳宮内に楽善斎を作って自分と慶嬪金氏のために使い、同じ昌徳宮内に錫福軒を作って慶嬪金氏の家として使わせた。
1849年6月6日に憲宗が崩御すると純元王后、正月王后を懸命に支え、孝定王后に礼を尽くして質素に生活した。
1907年6月1日に享年76歳で死去すると、高宗は深く哀悼の意を示し、直接弔文を作った。7月5日に楊州徽慶園遷奉国内西麓巽坐に礼葬された。現在墓所は西三陵内貴人墓地にある。

## 家族
- 父：金在清（1807年 - 1855年）
- 母：貞夫人 平山申氏 - 申命河の娘
  - 義弟：金膺鉉 -  伯父の金在敬の三男
  - 義弟：金文鉉 -  叔父の金在弘の次男
- 庶母
  - 異母弟：金哲鉉
- 夫：憲宗
  - 子女無し